# Przezroczystość

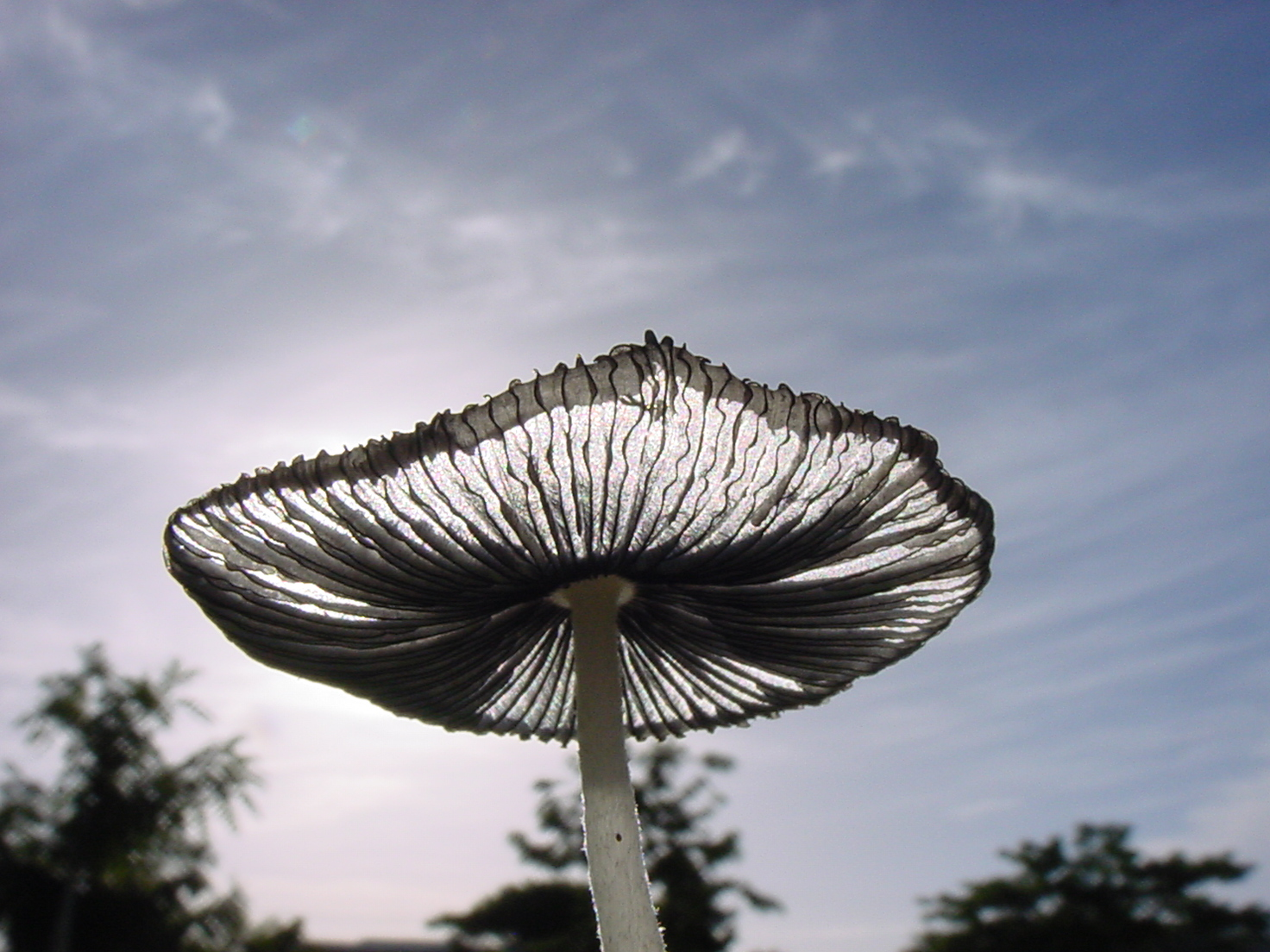
Przezroczystość materiału, w tym przypadku grzyba.

Przezroczystość – zdolność materiału, ośrodka do przewodzenia (transmitancji) światła.

## Optyka
W dziedzinie optyki przejrzystość jest własnością fizyczną umożliwiającą przejście światła przez materiał bez rozproszenia.

## Przezroczystość płynów
Przezroczystość jest zdolnością przepuszczania promieni świetlnych przez warstwę wody lub innego płynu. Jest cechą optyczną i organoleptyczną, a o jego stopniu decyduje ilość występujących w cieczy zawiesin lub zdyspergowanych cząstek koloidalnych.

O ile w przypadku wód powierzchniowych przeźroczystość bywa różna, to już wody podziemne są zazwyczaj przezroczyste. Pojęciem przeciwstawnym jest mętność wody.